# Đại Đông
Đại Đông (tiếng Trung: 大东区, Hán Việt: Đại Đông khu) Là một quận của thành phố Thẩm Dương (沈阳市), tỉnh Liêu Ninh, Cộng hòa Nhân dân Trung Hoa. Quận Đại Đông nằm ở phía đông của Thẩm Dương. Quận này có diện tích 51,18 km2 - là quận rộng nhất của thành phố Thẩm Dương, dân số 630.000 người, mã số bưu chính 110041. Quận này có 15 nhai đạo.